# زندان نیشابور
زندان نیشابور یا ندامتگاه مرکزی نیشابور زندانی نسبتاً قدیمی است که در شهر نیشابور واقع شده‌است. این زندان در دوره پهلوی دوم - بر روی چال قدیمی-ساخته شد. این زندان با «درجه بالای امنیتی و فرهنگی» شناخته شده‌است. این زندان تنها زندان شهرستان نیشابور-با احتساب بخش‌های جداشده- است. از مشکلاتی که دربارهٔ این زندان مطرح است.
- قرار گرفتن در درون بافت پرتراکم جمعیت شهر
- مشکلات ساختاری که ناشی از محدودیت فضاست.

در سال ۱۳۸۸ رئیس این زندان-علی‌اکبر خرمی- از کمبود بودجه برای بازسازی و رفع مشکلات این زندان گلایه کرد. این زندان جز معدود زندان‌های استان خراسان است که دارای کتابخانه‌است.
زندانیان زندان نیشابور یک تیم منتخب در فوتبال استانهای خراسان دارند؛ که در جریان یکی از بازیهای دوستانه این تیم با تیم ابومسلم، خداداد عزیزی زمینهٔ آزادی پنج نفر از زندانیان نیشابور را مهیا کرد.